# الحرم الجامعي الخالي من التبغ
حرم الجامعي الخالي من التبغ هي الكليات والجامعات التي طبّقت سياسات تمنع استخدام منتجات التبغ في جميع أماكن الحرم الجامعي الداخلي والخارجي. ومن المعروف أن التبغ ضار بصحة المدخنين والمارة والبيئة. منذ أن اعترف بهذه المشكلة لأول مرة، قامت الكليات بوضع سياسات لاستخدام التبغ في الحرم الجامعي في محاولة لتحسين المعايير الصحية، وتوفير ظروف أفضل في الحرم الجامعي، والحد من الآثار البيئية السلبية للتبغ.
تحظر بعض المدارس ببساطة التدخين في الحرم الدراسي، في حين حظرت مدارس أخرى جميع أشكال التبغ والحشيش وغيرها من المواد. لدى كل كلية سياسة مختلفة قليلاً فيما يتعلق بالتبغ، وتتراوح من حيث الصرامة والشدة. إن مجرد حظر استخدام التبغ في الحرم الدراسي ليس هو الطريقة الوحيدة التي تعمل بها الكليات على منع استخدام التبغ. لدى العديد من المدارس برامج للإقلاع عن التدخين والدعم المستمر للطلاب الذين يحاولون التوقف عن تعاطي التبغ.

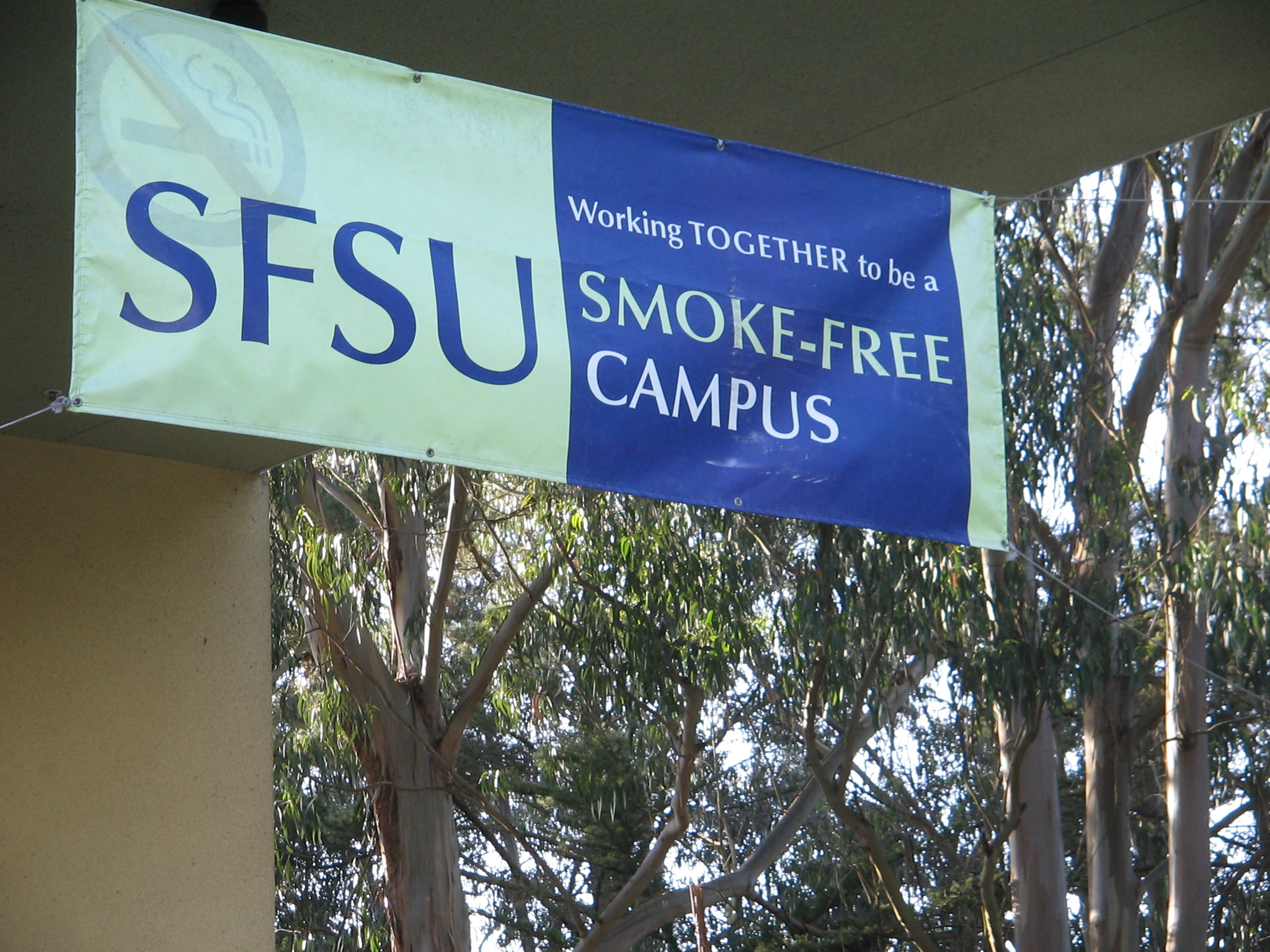
لافتة لحرم دراسي خالي من التدخين

## التاريخ
في عام 1986، تم الاعتراف بالتدخين السلبي لأول مرة على أنه خطر محتمل على الصحة من قبل الجراح العام في الولايات المتحدة . وبعد أربع سنوات، في عام 1990، أصبحت سان لويس أوبيسبو، كاليفورنيا، أول مدينة في العالم تحظر التدخين بشكل كامل في جميع الأماكن العامة. في عام 1993، تم تصنيف التدخين السلبي رسميًا على أنه مادة مسرطنة قاتلة من قبل وكالة حماية البيئة . في عام 1998، حذت ولاية كاليفورنيا حذو سان لويس أوبيسبو، فحظرت التدخين في جميع الأماكن العامة على مستوى الولاية. في عام 2006، بعد 20 عامًا من اعتراف الجراح العام لأول مرة بالمخاطر المحتملة للتدخين السلبي، صدر تقريرًا رسميًا يدين التدخين السلبي باعتباره ضارًا بالصحة بأي شكل من الأشكال. وفي عام 2012، أصدر تقريرًا آخر، ركز على تعزيز تأثير التدخين على الشباب. وفي العام نفسه، تم إطلاق أول حملة إعلانية عامة تظهر الأشخاص الذين يعانون من أمراض مروعة ناجمة بشكل مباشر عن التدخين. 
كان أحد الاهتمامات الرئيسية المتعلقة بالتبغ هو انتشاره بين الشباب. وفقًا لمركز السيطرة على الأمراض والوقاية منها ، فإن 9 من كل 10 مدخنين جربوا سيجارتهم الأولى قبل سن 18 عامًا، كما أن 98% من المدخنين بدأوا التدخين قبل سن 26 عامًا  مع الأخذ بعين الاعتبار أنه في عام 2012، كان 79% من طلاب الجامعات تتراوح أعمارهم بين 18 و24 عامًا،  وفي عام 2018، كان من المتوقع أن يبلغ عمر 61% من طلاب الجامعات 25 عامًا أو أقل،  إن طريقة الاستخدام المستمر لمنتجات التبغ من شبابنا قضية ملحّة.
كما اختارت العديد من الكليات الحدّ من استخدام أجهزة التدخين الإلكترونية، مثل السجائر الإلكترونية . اعتبارًا من 1 أبريل 2020، يوجد الآن ما لا يقل عن 2,490 مكانًا جامعيًا خاليًا من التدخين بنسبة 100%. ومن بينها، 2,065 دولة خالية من التبغ بنسبة 100%، و2,097 دولة تحظر استخدام السجائر الإلكترونية.  هذه السياسات هي جزء من حركة مكافحة التبغ للحد من تدخين السجائر بين طلاب الجامعات وحماية الناس في الحرم الجامعي من التدخين السلبي . 

## نظرة عامة على السياسات
إن برنامج الحرم الجامعي الخالي من التبغ هو أكثر بكثير من مجرد صياغة سياسة وإقرارها وتنفيذها. من المهم رفع مستوى الوعي حول الأسباب التي تجعل الحرم الجامعي خاليًا من التبغ، لذا تتضمن البرامج أيضًا عنصرًا تعليميًا كبيرًا. ويجب أن يشمل عمل البرنامج أيضًا خدمات الإقلاع عن التدخين، أو الخدمات التي تساعد مستخدمي التبغ المهتمين على الإقلاع عن التدخين. في حين أن سياسة الحرم الجامعي الخالي من التبغ الفعلية قابلة للجدل والمناقشة يمكن القول إنها الجزء الأكثر أهمية في هذا العمل، وإن التعليم والإقلاع عن التدخين يدعمان جهود السياسة ويعملان على زيادة تغيير معايير التبغ في الحرم الجامعي.[بحاجة لمصدر]
إن سياسة الخلو من التبغ تحد من استعمال أي منتج من منتجات التبغ أو تلغيه، بما في ذلك، على سبيل المثال لا الحصر، السجائر والسيجار والسيجارييو والسيجار الصغير والشيشة والتبغ الممضوغ والسنوس وغيرها من المنتجات التي لا تدخن. كما أنها غالبا ما تشمل أيضا الابتكارات في مجال الدخان أو منتجات التبغ، مثل السجائر الإلكترونية. إن السبب الرئيسي للاهتمام بسياسة خالية من التبغ هو الصحة العامة والسلوك الأخلاقي لجسم الطالب. كما أن البرنامج الشامل الخالي من التبغ قد يتناول أيضًا مبيعات التبغ وتسويقه ورعايته واستثماراته.[بحاجة لمصدر]

### السياسات حسب المدرسة
أصبحت كلية الطب في وسط وجنوب إلينوي خالية من التبغ في عام 2006 مع وضع رسالتها في الاعتبار وهي رؤية تحسّن من صحة ورفاهية الأشخاص والمجتمعات التي تخدمها. 

#### جامعة كاليفورنيا
أصبحت جميع فروع جامعة كاليفورنيا خالية من التبغ في 1 يناير 2004. يذكر نظام جامعة كاليفورنيا سبب منع التبغ بنسبة 100% على النحو التالي: "على الرغم من أن استخدام التبغ هو خيار شخصي، إلا أن المخاطر الصحية المرتبطة بالتدخين والتعرض للتدخين السلبي والغير مباشر موثقة جيدًا. هذه المخاطر يمكن أن تؤثر ليس فقط على المدخن، ولكن أيضًا على غير المدخن الذي يتعرض للدخان. باعتبارها رائدة في مجال الرعاية الصحية والممارسات البيئية، تدرك الجامعة مسؤوليتها في ممارسة القيادة من خلال خلق بيئة خالية من التدخين والتبغ لجميع الطلاب والموظفين والزوار في جميع حرم جامعة كاليفورنيا والمراكز والمرافق الطبية." 

### السياسات على مستوى الولاية
اختارت بعض الولايات مثل لويزيانا وضع سياسة منع التدخين على مستوى الولاية لجميع المؤسسات التعليمية. في حين أصدرت ولايات أخرى مثل كاليفورنيا حظرًا أقل تقييدًا.  
كليات ولاية واشنطن
يوجد إجمالي 17 حرمًا جامعيًا في جميع أنحاء ولاية واشنطن سجّلت كحرمًا جامعيًا خاليًا من التبغ بنسبة 100% . أما البقية، فهم بصدد تطبيق سياسة خالية من التبغ بنسبة 100% بدلاً من خالية من التدخين أو نوع من سياسة الخلو من التبغ، أو من عدم وجود سياسة إلى سياسة خالية من التبغ بنسبة 100%. تتراوح هذه الجامعات من كليات المجتمع إلى الجامعات العامة والجامعات الخاصة أيضًا. لدى معظم المدارس بالفعل سياسة خالية من التدخين وتتجه نحو سياسة خالية من التبغ بنسبة 100%. 
كليات ولاية فلوريدا
يوجد إجمالي 41 حرمًا جامعيًا في فلوريدا سجلت كحرمًا جامعيًا خاليًا من التدخين بنسبة 100٪ . تستلزم سياستهم فرض حظر بنسبة 100٪ على استخدام السجائر التقليدية. وتشمل مناطق تطبيق السياسة ما يلي؛ الحرم الجامعي، ومواقف السيارات، والفعاليات التي ترعاها الكلية خارج الحرم الجامعي، والمركبات المملوكة للحرم الجامعي. اعتمادًا على السياسة، قد يتم حظر استعمال السجائر الإلكترونية. يتراوح نوع الكلية من كليات المجتمع إلى الجامعات العامة والجامعات الخاصة أيضًا. أثناء البدء بسياسة منع التدخين هذه، فإن الهدف هو الوصول إلى حرم جامعي خالٍ من التبغ بنسبة 100%. 

#### كليات المجتمع في كاليفورنيا
في مايو 2018، صوّت مجلس المحافظين لصالح جعل جميع كليات المجتمع في كاليفورنيا خالية من التبغ. لقد قام عدد من كليات المجتمع في كاليفورنيا بالفعل بإجراء تغيير في السياسة في حرمها الجامعي أو كانت تعمل على هدف تحقيق سياسة خالية من التدخين والتبغ بنسبة 100%. إن مبررات مجلس المحافظين لتطبيق هذا القرار تضمّنت أسبابًا مثل: التبغ مسؤول عن حوالي 1 من كل 5 حالات وفاة، ولا يوجد مستوى آمن للتدخين السلبي، ويمكن أن يؤدي التدخين في الحرم الجامعي إلى وصول الدخان السلبي إلى المباني عبر الأبواب أو النوافذ المفتوحة. والتعرض له عند المشي بجانب المدخن. 

#### جامعات ولاية كاليفورنيا
في عام 2016، استخدم الحاكم جيري براون حق النقض ضد القانون الذي كان سيحظر التدخين في جميع فروع جامعة ولاية كاليفورنيا (CSU) لأنه يعتقد أن هذه الجامعات يمكنها وضع سياساتها الفردية الخاصة بها. في أبريل 2017، أصدر مكتب مستشار جامعة ولاية كاليفورنيا أمرًا تنفيذيًا يجعل جميع فروع جامعة ولاية كاليفورنيا خالية من التدخين والتبغ. ينص نظام جامعة ولاية كاليفورنيا على أنهم يتفقون مع نظام جامعة كاليفورنيا بشأن مبرراتهم المنطقية للحرم الجامعي الخالي من التبغ بنسبة 100%. 

## الكفاءة
في السنوات الأخيرة، أصبحت الجامعات الخالية من التبغ في مقدمة أولويات مبادرة أجيال الحرم الجامعي الخالي من التبغ التابعة لجمعية السرطان الأمريكية . بالتعاون مع مؤسسة الصحة CVS ، منذ تأسيسها في عام 2016، قدمت جمعية السرطان الأمريكية أكثر من 97 منحة تصل قيمتها إلى 20000 دولار للكليات في جميع أنحاء البلاد. 
وقد انخفض التوجّه المتزايد للتدخين بين طلاب الجامعات في التسعينيات في السنوات الأخيرة.  بين عامي 1993 و1997، ارتفعت نسبة الطلاب الأمريكيين الذين يدخنون من 22% إلى 28%.  ومع ذلك، بين عامي 2002 و2016، انخفضت نسبة طلاب الجامعات الأمريكية الذين يدخنون بنسبة 47.4%. وبالنسبة للتدخين خلال الثلاثين يومًا الماضية، بلغت النسبة 10.4%، بينما بلغت النسبة خلال الـ 12 شهرًا الماضية 12.2%. 

### برامج الإقلاع عن التدخين مقابل السماح المحدود
هناك نوعان من الأدوات الأساسية المستخدمة للحد من تعاطي التبغ في الحرم الجامعي. الأول هو إلغاء خيار التدخين، والآخر هو التثقيف والإعلام وتقديم برامج الإقلاع عن التدخين التي تؤثر على المستخدمين للإقلاع عن التدخين. وجدت دراسة أجريت عام 2005 أن تقييد توزيع التبغ وتقييد التدخين على مسافة 20 قدمًا من المداخل لم تكن فعالة مثل برامج الإقلاع عن التدخين في تقليل تدخين طلاب الجامعات.  عندما تطبيق التعليم وقائي النهج في الحرم الجامعي، كان الطلاب أقل عرضة للتدخين بنسبة 23٪ مقارنة بأقرانهم الذين لم يتعرضوا لهذا النوع من التعليم.   ويمكن إثبات ذلك بشكل أكبر من خلال دراسة أحدث أجريت في الفترة من سبتمبر 2013 إلى مايو 2014. أجريت الدراسة بشكل دوري على 1309 طلاب في ثماني جامعات في كاليفورنيا لاستيعاب العلاقة بين سياسات التبغ الأكثر صرامة مقارنة بتعرض طلاب الجامعات لدخان السجائر السلبي. أشارت إحصاءات الدراسات إلى أنه مع زيادة صرامة السياسة، انخفض التعرض للتدخين السلبي. وبعد 30 يومًا، أظهرت استطلاعات الطلاب انخفاض التعرض للتدخين من 81% إلى 38% مما يعزز سياسات مكافحة التبغ. أما النسب المئوية للحرم الجامعي الخالي تمامًا من التبغ فقد انخفضت إلى 3٪ بعد 6 أشهر. 

### مؤازرة الإقلاع
تقدّم العديد من المدارس المساعدة للطلاب للتوقف عن تعاطي التبغ في الحرم الجامعي من خلال تقديم الاستشارة والدعم عبر الإنترنت وبدائل النيكوتين مثل العلكة واللصقات والأقراص.  وجدت دراسة استقصائية أجريت عام 2014 أن 55% من موظفي مركز صحة الطلاب المستجيبين سألوا مرضاهم عن استخدامهم للتبغ في كل زيارة، وأن 80% قدموا المشورة للطلاب الذين يرغبون في الإقلاع عن التدخين. ووفقاً لهذا الدراسة، تم تدريب 54% من مقدمي الرعاية الصحية بشكل خاص على التدخل الفعال. 

### صحة الطالب بشكل عام
على الرغم من أنه من الواضح تمامًا من خلال العديد من الدراسات الاستقصائية التي تطبق سياسات الخلو من التبغ أنها أيضًا تقلل بشكل كبير من تعرض الطلاب للتدخين السلبي في الحرم الجامعي، إلا أنه قد يكون له تأثير عام أقل مما هو متوقع. في خريف عام 2006، تم إجراء مسح عبر الإنترنت لـ 4160 طالبًا من 10 كليات مختلفة للحصول على بيانات حول متى وأين تعرض الطلاب لدخان السجائر. وكانت الإجابات الثلاثة الأولى من قبل الطلاب هي المطاعم/الحانات (65%)، وفي المنزل (55%)، وفي السيارة (38%). تشير هذه النسب إلى أن الغالبية العظمى من حالات التعرض للتدخين السلبي التي يتعرض لها الطلاب تحدث فعليًا خارج الحرم الجامعي. عند أخذ ذلك في الاعتبار، يمكن الإشارة إلى أنه على الرغم من أن أي تدخين سلبي هو أمر سيء، إلا أن سياسات مكافحة التبغ تكون أكثر فائدة للمدخنين النشطين. 

### نجاح برنامج مبادرة الكلية والحاجة إلى الدعم المستمر
يبدو أن سياسات التبغ أقل فعالية في مناطق الفقراء وفي كليات المجتمع. في عام 2014، أشارت دراسة استقصائية أجرتها العديد من المنظمات المعنية بحقيقة التبغ إلى المجالات التي كان التقدم فيها أكثر إحباطًا من غيرها. أشارت البيانات التي تم جمعها إلى أن 19% فقط من كليات المجتمع في الولايات المتحدة قد نفذت سياسة شاملة للخلو من التبغ، وأن ثلثها من كليات السود في الماضي فقط. وفي محاولة لتحسين هذه الإحصائيات المنخفضة، تم إنشاء جهد يسمى برنامج مبادرة الكلية والذي أنشأ برنامجًا من 5 خطوات شمل 135 مؤسسة للمساعدة في إنشاء سياسات ناجحة للخلو من التبغ. بحلول عام 2017، تبين أن 87% من الكليات المشاركة البالغ عددها 135 كلية قد بدأت أو انتهت من وضع سياسات ناجحة لمكافحة التبغ/التدخين. ومن خلال هذا البحث، يمكن ملاحظة أن كليات المجتمع والمواقع الفقيرة تفتقر ببساطة إلى التمويل والفرصة لتطوير السياسات والبرامج التعليمية.  وجدت دراسة نُشرت في عام 2020 أن التقاليد الاجتماعية وحالة التدخين والتعرض للتدخين السلبي والعوامل الاجتماعية والديموغرافية تلعب جميعها دورًا في تحديد مواقف وسلوكيات الطلاب والموظفين وأعضاء هيئة التدريس تجاه الحرم الجامعي الخالي من التدخين ويمكن أن تؤثر بدورها على نجاح مبادرات الحرم الجامعي الخالي من التبغ. 

## روابط خارجية
- كليات كاليفورنيا الخالية من التبغ
- شبكة مناصرة شباب كاليفورنيا
- أمريكيون من أجل حقوق غير المدخنين
- مبادرة الحرم الجامعي الخالي من التبغ
- جمعية الرئة الأمريكية الكليات والجامعات الخالية من التبغ